# Мартен, Паскаль
Паскаль Мартен — французский политик, член партии Союз демократов и независимых, президент Совета департамента Приморская Сена.

## Биография
Родился 7 марта 1960 г. в городе Монвиль (департамент Приморская Сена) в семье мэра этого города и сенатора Андре Мартена. Получил степень бакалавра в лицее Корнеля (Lycée Corneille) в Руане, затем степень магистра в области общественного права в Университете Руана. Работал в ведомстве пожарной охраны и спасения департамента Приморская Сена. В 1990 году был назначен начальником службы пожарной охраны в городе Пуасси (департамент Ивелин), затем — заместителем начальником службы пожарной охраны этого департамента.
Политическая карьера Паскаля Мартена началась в 1993 году, когда он был избран в Генеральный совет департамента Приморская Сена от кантона Клер вместо своего умершего отца. Впоследствии он переизбирался в совет в 1994, 2001 и 2008 годах, с 2009 года являлся лидером правой оппозиции в совете. В 1995 году он также был избран мэром своего родного города Монвиль.
После реформы системы управления в департаментах Франции в марте 2015 года Паскаль Мартен был избран в орган-преемник Генерального совета — Совет департамента Приморская Сена от кантона Буа-Гийом, и 2 апреля был избран Президентом Совета. В этот же день он ушел в отставку с поста мэра Монвиля.
1 октября 2019 года Паскаль Мартен заменил ушедшего в отставку сенатора Шарля Реве. В этот же день он подал в отставку с поста Президента Совета департамента Приморская Сена.
В сентябре 2020 года Паскаль Мартен под четвертым номером был включен в правый список на выборах в Сенат от департамента Приморская Сена. Список завоевал четыре места в Сенате, благодаря чему он сохранил свой мандат сенатора. В Сенате является секретарем комиссии по планированию территории и устойчивому развитию.

## Занимаемые выборные должности
12.1993 — 22.03.2015 — член Генерального совета департамента Приморская Сена от кантона Клер 

06.1995 — 02.04.2015 — мэр города Монвиль

с 22.03.2015 — член Совета департамента Приморская Сена от кантона Буа-Гийом 

02.04.2015 — 30.09.2019 — президент Совета департамента Приморская Сена 

с 01.10.2019  — сенатор Франции от департамента Приморская Сена